# Vincenzo Di Meglio
Vincenzo Di Meglio (Barano d'Ischia, 23 aprile 1903 – 23 marzo 1987) è stato un politico italiano.

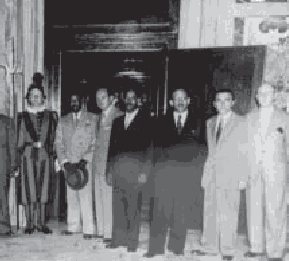
Vincenzo Di Meglio (secondo da destra) nel 1949 alla Conferenza per l'indipendenza dell'Eritrea, tenutasi nel Vaticano

Tra le personalità più eminenti della comunità italo-eritrea, fu tra i precursori dell'indipendenza del paese ed il suo impegno, presso le Nazioni Unite, risultò determinante per impedirne la spartizione fra Sudan ed Etiopia.

## Biografia
Nato a Barano d'Ischia, studiò a Napoli ove conseguì la laurea in Medicina e Chirurgia. Fin da giovane impegnato in politica fu anche sindaco del paese natìo.
Giunse in Africa nel 1935 e nel 1939 divenne vice-primario della divisione di Ostetricia dell'Ospedale "Regina Elena" di Asmara.
Durante la Seconda guerra mondiale si impegnò per difendere tanto la comunità italiana quanto il diritto all'autodeterminazione dell'Eritrea, entrambe in discussione dopo l'occupazione britannica nel 1941. A fine guerra divenne direttore del Comitato Rappresentativo degli Italiani d'Eritrea (CRIE) e promosse la nascita dell'Associazione Italo-Eritrei e dell'Associazione degli Àscari veterani.
Nel settembre 1947 sostenne la nascita del Partito Eritreo pro-Italia (Shara Italia), che raccolse ben 200.000 adesioni in poco tempo, specie fra gli ex-ascari. Obiettivo della formazione politica era pervenire all'indipendenza, dopo un periodo di Amministrazione fiduciaria affidata all'Italia (come sarebbe avvenuto per la Somalia).
Quando la questione circa il futuro dell'Eritrea fu rimessa alle Nazioni Unite, il suo impegno, che lo vide unito in uno stretto rapporto politico ed umano a Uoldeàb Uoldemariàm, risultò decisivo per impedire la spartizione e la scomparsa del paese (soluzione caldeggiata dagli inglesi e richiamata dal compromesso "Bevin-Sforza"). La sua azione di pressione, specie sugli stati centro e sud americani, portò, per un solo voto (quello del delegato di Haiti), a far saltare il progetto del governo di Londra.
Assieme alla Lega Musulmana di Ibrahim Sultan Ali, al Partito per la Libertà ed il Progresso di Uoldeàb Uoldemariàm ed altre formazioni minori, il Partito Nuova Eritrea (denominazione intanto assunta da "Shara Italia") e lo stesso CRIE, diedero vita al Blocco Indipendenza, per difendere tale posizione contro gli "unionisti" filo-etiopi.
Nonostante il sostanziale consenso all'ipotesi indipendentista da parte della maggioranza degli eritrei (soprattutto fra i musulmani e gli ex-ascari), i filo-etiopi, sostenuti indirettamente dagli Stati Uniti (allora alleati di Hailé Selassié) - senza risparmiarsi il ricorrere alla violenza degli Shifta ed alla pressione religiosa della Chiesa ortodossa etiope - ottennero che si arrivasse ad una sorta di compromesso con l'Eritrea federata all'Etiopia, sotto la sovranità dell'Imperatore di Addis Abeba.
Iniziò quindi un periodo difficile tanto per gli indipendentisti quanto per gli italo-eritrei, culminato nell'abolizione della Federazione nel 1961, con la completa annessione dell'Eritrea.
In un clima di violenza, Di Meglio al pari delle più eminenti personalità politiche eritree, fu costretto a riparare all'estero (nel 1951 fuggì in Arabia Saudita) ed a chiudere definitivamente il CRIE.
Rientrato ad Asmara nel 1957 divenne primario della divisione di ostetricia e ginecologia. Nel 1961 fu costretto all'addio definitivo rientrando in Italia, dove si spense nel 1987.
Sebbene, al pari di molti altri italo-eritrei, non avesse osteggiato apertamente il fascismo, fu certamente attento e leale sostenitore degli interessi del popolo eritreo.